# キャーズム・カラベキル
キャーズム・カラベキル（Musa Kâzım Karabekir, 1882年‐1948年1月25日）は、オスマン帝国およびトルコの軍人、トルコの政治家、著述家。トルコ独立戦争期のトルコ・アルメニア戦争では1920年にアルメニア共和国軍と戦って勝利。のちトルコ大国民議会議長を務めた。最終階級は、「ビリンジ・フェリク」 (Birinci Ferik)。

## オスマン時代
オスマン帝国軍の将軍メフメド・エミン・パシャの息子としてイスタンブールのコジャムスタファパシャで生まれた。父の転勤に従って住居を転々としたが、1893年に父が死んだためイスタンブールに戻った。カラベキルは翌年、クレリ幼年兵学校に入学し、1899年に卒業した。学生時代は、イスタンブールのゼイレク地区に住所登録がされていたため、キャーズム・ゼイレクと呼ばれた。1900年3月13日に入学した陸軍士官学校を1902年12月6日に首席で卒業して歩兵少尉となった。クラスには、メフメド・ケナン (騎兵科7席)、セイフィ (歩兵科14席)、メフメド・ヌーリ (歩兵科15席)、メフメド・フルースィー (歩兵科24席)、キャーズム「キョプリュリュ」 (歩兵科29席)、エドヘム・ネジデド (歩兵科31席)、ジェミール・ジャヒド (歩兵科311席)らが、コレスには、エドヘム・エミン (工科重砲兵科首席)、サドゥッラー (工科要塞砲兵科首席)らがいた。翌日入学した陸軍大学 (陸大58期)を1905年11月5日に首席で修了すると同時に参謀大尉となり、参謀実習のために第3軍に配属され、隷下の攻撃大隊、第15騎兵連隊、第13砲兵連隊、マナストゥル (現在のビトラ)地区司令部に勤務した。
1907年11月から1908年11月まで、イスタンブールの陸軍士官学校で戦術教官を務めた後、1908年11月にエディルネに駐留する第3師団の参謀となった。1909年4月13日に勃発した反革命反動である3月31日事件を制圧するため、「行動軍」の仮設第2師団の参謀長としてイスタンブールに入城した。その後、アルバニア反乱を鎮圧するために組織された仮設第1軍団の第1 (作戦)課長、参謀補として任務にあたった。1911年1月15日に第10歩兵師団の参謀長に任命され、翌年6月9日には、臨時の追加任務として、ブルガリア国境エディルネ地区委員会のメンバーを務めた。ドイツ軍事改革派遣団に配属された後、少佐時代の1912年にバルカン戦争に従軍したが、1913年6月22日、エディルネ防衛戦でブルガリア軍の捕虜となった。帰国後、1913年12月2日、損害を確定するため組織された合同委員会のメンバーとなった。1914年1月11日から8月3日まで、参謀本部第2課 (諜報)第1係長、課長補佐を務めた後、総司令部第2課長となった。

### 第一次世界大戦
第一次世界大戦では、1915年1月6日から3月6日まで、カフカス戦線に派遣するために各師団から抽出された部隊で編成された第1遠征部隊 (1 nci Kuvve-i Seferiye)の司令官を、3月6日から10月26日まで、第14師団の司令官を務めた後、第一軍の参謀長になった。1915年10月26日から1916年4月16日まで、メソポタミア戦線の第6軍の参謀長を、1916年4月27日には、同軍隷下の第18軍団の司令官となり、第二次クート攻防戦などを指揮した。その後、1917年4月8日、第2軍団の司令官となり、同年12月27日には第1カフカス軍団 (1 nci Kafkas Kolordusu)の司令官に任命され、カフカス戦線やペルシア戦線を転戦した。

### 休戦後

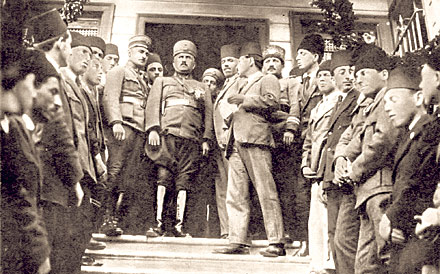
第15軍団司令官キャーズム・パシャ、トラブゾンで

ムドロス休戦後、同軍団が占領地から撤退して解散した後、1918年12月25日、ガリポリ半島にあった第14軍団の司令官に任命され、半島を占領軍に明け渡した後、テクフルダー (現在のテキルダー)へ移動した。東部アナトリアの治安状況やアルメニア共和国軍による侵略を憂慮して自ら就任を希望していたエルズルム駐留第15軍団司令官職に、1919年3月2日に任命され、ムスタファ・ケマルのサムスン上陸に先んじ、同年4月17日にサムスンに立ち寄り、4月19日にトラブゾンに上陸した後、5月3日に任務地であるエルズルムに到着した。

### トルコ独立戦争
トルコ革命戦争ではムスタファ・ケマル率いるトルコ大国民議会派（アンカラ政府）に投じて東部戦線司令官となり、ロシア帝国から独立したアルメニア共和国の軍と戦った。アルメニア軍に勝利してカルスなどかつてのオスマン帝国東部領土を回復し、全権代表として1920年11月15日にギュムリで停戦条約に調印、現在のトルコ・アルメニア国境を画定した。
1920年にエディルネ選出議員としてトルコ大国民議会の一員となる。軍務も続けており、東部に駐留する第1軍司令官を務めていた。1923年6月にはイスタンブール選出議員として議会に議席を得る。トルコ独立戦争において国民議会議員として軍務にあたったため、赤緑帯付独立勲章を授与された。1924年10月26日に退役した。

## トルコ共和国期

### 進歩共和党

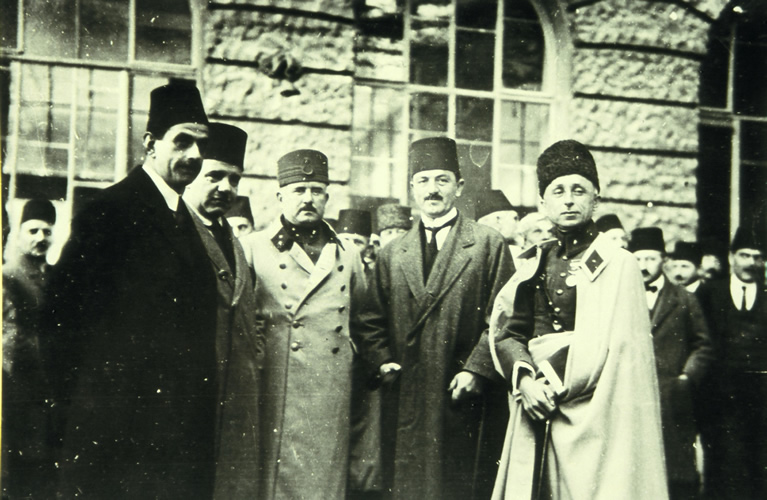
進歩共和党の創設者たち 左から右へ：アドナン (アドゥヴァル)、アリ・フアド (ジェベソイ)、キャーズム・カラベキル、ラウフ (オルバイ)、レフェト (ベレ)、ハイダルパシャ駅の前、1924年

ケマルに次ぐ功績を挙げたカラベキルだったが、改革方針についてはケマルと見解を異にすることが多かった。ケマルと異なりカラベキルはカリフ制の早期廃止には反対で、特にイギリスとのモスル州帰属問題が解決する以前に廃止すると、イギリスに付け込まれると考えていた。カラベキルの予想通り、カリフ制廃止の翌1925年にトルコ東部でシェイフ・サイトの反乱が発生し、その混乱に注意が向いている間にモスル州はイギリス委任統治領メソポタミアに編入された。このためカラベキルとケマルの対立はさらに深まった。
ケマルの共和人民党に対抗して、1924年にカラベキルは進歩共和党を結成して党首に就任していたが、シェイフ・サイトの反乱やイズミルでのケマル暗殺未遂事件を理由に、進歩共和党は1925年6月に解党に追い込まれ、カラベキルら党員は逮捕された。死刑の可能性もあったカラベキルは政界から離れ、隠棲して回顧録執筆に専念するようになった。しかしこの著書も発禁処分を受けた。新生トルコ共和国はケマルの強権により改革が推進される一党独裁制となったのである。

### 復権
1938年にムスタファ・ケマル・アタテュルクが死去すると、後継大統領となったイスメト・イノニュはカラベキルの名誉を回復した。翌年カラベキルは大国民議会に復帰し、1946年8月には国会議長に就任した。議長在任のまま1948年に心臓発作のため死去した。

## 家族
イジュラル夫人との間に三女があった。
2005年、イスタンブール市エレンキョイに残るカラベキルの旧家がカラベキル・パシャ博物館として開館した。カラベキルの名を冠した小学校もある。またカラベキルの父メフメド・エミン・パシャの出身地であるカラマン県ガフェリヤド郡が、1951年2月22日の決定でカサバ市として改組された後、翌年にはキャーズムカラベキルと改名された。また、サムスン県テルメ郡には、キャーズムカラベキルパシャ村がある。

## 表彰
一級メジディー勲章、四級オスマーニー勲章、剣付二級メジディー勲章、剣付二級オスマーニー勲章、戦争メダル、銀戦功メダル、銀優秀メダル、金戦功メダル、金教育メダル (以上オスマン帝国)、二級および一級鉄十字章 (ドイツ)、剣付二級王冠勲章 (プロイセン)、三等軍事殊勲十字章 (オーストリア＝ハンガリー)、二級鉄冠勲章 (オーストリア＝ハンガリー)、赤緑帯付独立勲章 (トルコ共和国)

## 著書
- 1885 İsyanı ve Bulgar Harbi
- Birinci Kafkas Kolordusunun 1334 Senesindeki Harekât ve Müşahedatı
- Erzincan ve Erzurum'un Kurtuluşu
- İngiltere-İtalya ve Habeş Harbi
- Cihan Harine Neden Girdik, Nasıl Girdik, Nasıl İdare Ettik
- Bolşevik Ordusunun Çekilmesinden Sonra Osmanlı Ordusunun İleri Harekâtı
- İstiklâl Harbimizin Esasları
- İstiklâl Harbimiz
- İstiklâl Harbimizde Enver Paşa ve İttihat-Terakki Erkânı
- Ülkümüz Kuvvetli Bir Türkiye'dir
- Talim ve Terbiye Hakkında Ana Hatlar
- Öğütlerim
- Şarkılı İbret
- İktisadî Esaslarımız
- Sanayi Projesi Lâyihası
- Ankarada Savaş Rüzgarları, （『アンカラの戦風』）
- Bir Duello ve Bir Suikast, （『決闘と暗殺事件』）, [ISBN 975-7369-39-X]
- Birinci Cihan Harbi, （『第一次世界大戦回顧録』） 1-4, [ISBN 975-7369-21-7]